# Naturalisme (filosofie)
Het naturalisme in de filosofie is de opvatting dat er alleen natuur bestaat. De filosofie moet daarom voortbouwen op of aansluiten bij de natuurwetenschap.

## Algemeen
De term wordt aanvankelijk soms afkeurend gebruikt, bijvoorbeeld door Immanuel Kant (Prolegomena, § 31). Tegenstanders wijzen dan op de onmogelijkheid de werkelijkheid alleen natuurwetenschappelijk te begrijpen of ethische waarden af te leiden uit een objectieve bepaling van het goede (zie Ethisch naturalisme). Binnen de wetenschapsfilosofie was het "naturalisme" tot de jaren twintig van de twintigste eeuw een term voor de positie die tegengesteld was aan die van het idealisme. Het idealisme meende dat de hele werkelijkheid één groot bewustzijn was, een subject; naturalisme daarentegen dat de werkelijkheid slechts een autonoom object was, de Natuur. Nadat het idealisme veel aan aanhang had ingeboet, werd "naturalisme" een meer algemene term voor alle soorten filosofie die een strikt "natuurlijke" interpretatie van de werkelijkheid proberen te geven.

## Ethisch naturalisme
Een speciale invulling krijgt de term naturalisme in de Principia Ethica van G.E. Moore (1903). Een ethisch naturalist is volgens Moore iemand die het goede behandelt als een objectief bepaalbaar gegeven, bijvoorbeeld het grootste geluk voor het grootste aantal (utilitarisme) of het "verder geëvolueerde"(Herbert Spencer). Volgens G.E. Moore is een dergelijke bepaling niet mogelijk, omdat er altijd voorbeelden te geven zijn het goede die niet onder zo'n strikte definitie vallen. Definieer je het goede toch met een verwijzing naar een objectief gegeven, dan bega je de "naturalistische drogreden" (naturalistic fallacy).

## Naturalisme in de filosofie van de geest
In de filosofie van de geest is het naturalisme verwant met het fysicalisme. Met het fysicalisme stellen zij, dat de geest deel uitmaakt van de materiële of fysische wereld. Een dergelijk standpunt wordt echter geconfronteerd met de moeilijkheid dat de geest bepaalde eigenschappen heeft die niet voorkomen bij eender welk materieel ding. Fysicalisme moet bijgevolg verklaren hoe het mogelijk is dat deze kenmerken desondanks toch kunnen voortkomen uit een materieel ding. Het project van de zoektocht naar een dergelijke verklaring wordt vaak "De naturalisering van het mentale" genoemd. De twee grootste problemen waar dit project mee te kampen krijgt zijn het probleem van de qualia en het probleem van intentionaliteit.: Een mogelijke oplossing voor dit probleem is het concept emergentie, vanuit de systeemanalyse. Zo kunnen qualia en intentionaliteit gezien worden als emergente eigenschappen, die voortkomen vanuit het fysieke brein. 

## Evolutionair naturalisme
De evolutietheorie van Charles Darwin betekende een doorbraak voor het naturalisme als het project alles alleen op te vatten als natuur. Immanuel Kant had in zijn Kritik der Urteilskraft (1790) nog beweerd dat het onmogelijk zou zijn ook maar de groei van een grasspriet louter volgens natuurwetten te begrijpen. Een kleine veertig jaar later bedacht Charles Darwin dat het ontstaan van soorten louter het gevolg kon zijn van het verschillend competitief succes van kleine variaties. Dit idee brak niet alleen met de christelijke scheppingsleer, maar ook met het dualisme. De filosofische verwerking van de evolutietheorie leverde echter grote problemen op. In 1922 beweerde Roy Wood Sellars in zijn "Evolutionary naturalism" dat evolutie de zelfstandigheid impliceert van geïntegreerde gehelen. De evolutietheorie zou dus meer vereisen dan louter fysicalisme. In de filosofie van de biologie wordt er precies over deze eigenheid van het biologisch verklaringsniveau (gekenmerkt door termen als aanpassing en functie) nagedacht.